# Anke Sevenich
Anke Sevenich (n. 30 ianuarie 1959, Frankfurt am Main) este o actriță germană.

## Date biografice
Anke a copilărit în Langen (Hessen), după gimnaziu urmează între anii 1979 - 1983, actoria la "Hochschule für Musik und Theater" în Hannover. Deja în timpul studiul a început să joace în câteva piese de teatru. Din 1987 a început cariera de actriță, putând fi văzută în filmele: "Die zweite Heimat – Chronik einer Jugend", Tatort sau "Das Gelübde" (Jurământul).

## Filmografie

### Filme
- 1988: Ein Treffen mit Rimbaud | Regie: Ernst-August Zurborn
- 1989: Der Geschichtenerzähler | Regie: Rainer Boldt
- 1992: Die Zweite Heimat | Regie: Edgar Reitz
- 1995: Wenn ich nicht mehr lebe | Regie: Ate de Jong
- 1995: Die Frau des Anwalts | Regie: Alan Birkinshaw
- 1995: Das Tagebuch | Regie: Thorsten Näter
- 1996: Sexy Lissy | Regie: Peter Ily Huemer
- 1999: Die Verwirrung | Regie: Christoph Waltz
- 2003: Die Quittung | Regie: Niki Stein
- 2003: Der Himmelsstürmer | Regie: Helmut Metzger
- 2004: Brief eines Unbekannten | Regie: Arendt Agthe
- 2004: Das geheime Leben meiner Freundin | Regie: W. Weber
- 2004: Heimat III | Regie: Edgar Reitz
- 2005: Der Vater meiner Schwester | Regie: Christoph Stark
- 2005: Der Fuchs | 3. Teil | Regie: Franziska Meyer Price
- 2007: Das Gelübde | Regie: Dominik Graf
- 2007: Der große Tom | Regie: Niki Stein
- 2008: Richterin ohne Robe | Regie: Ulrich Zrenner
- 2008: Tod in der Eifel | Regie: Johannes Grieser

### Seriale
- 1988–2009: Tatort (15 episoade)
- 1992-1993: Marienhof (serial) (episoade 1-50; Rol: Gerti Effenberg)
- 1995: Kanzlei Bürger | Regie: Heiner Carow
- 1997: Polizeiruf 110 – Feuertod | Regie: Heinz Schirk
- 1998: Operation Phoenix – Im Körper der Feinde | Regie: Wilhelm Engelhardt
- 2000–2002: Klinikum Berlin-Mitte | Regie: Udo Witte, Bernhard Stephan
- 2002: Polizeiruf 110 – Memory | Regie: Hans-Erich Viet
- 2003: Bella Block – Hinter den Spiegeln | Regie: Thorsten Näter
- 2005: Polizeiruf 110 – Vollgas | Regie: Hartmut Griesmayer
- 2007: Bloch – Schattenkind | Regie: Christoph Stark
- 2008: Geld.Macht.Liebe | Regie: Christine Kabisch
- 2009: Küstenwache – Morsezeichen aus dem Jenseits | Regie: Raoul Heimrich
- 2009: SOKO Wismar – Eigenheim | Regie: Felix Herzogenrath
- 2009: Richterin ohne Robe | Regie: Ulrich Zrenner
- 2009: SOKO Kitzbühel – Todeskälte | Regie: Gerhard Liegel
- 2009: Familie Dr. Kleist – Sehstörungen | Regie: Erwin Keusch